# Geranomyia nigripleura
Geranomyia nigripleura is een tweevleugelige uit de familie steltmuggen (Limoniidae). De soort komt voor in het Neotropisch gebied.